# Miconia perijensis
Miconia perijensis är en tvåhjärtbladig växtart som beskrevs av John Julius Wurdack. Miconia perijensis ingår i släktet Miconia och familjen Melastomataceae. Inga underarter finns listade i Catalogue of Life.